# Parnarama
Parnarama é um município brasileiro do estado do Maranhão, localizado no Leste do estado e partícipe da região de Desenvolvimento do Médio Parnaíba. Sua população estimada em 2016 era de 34.265 habitantes, e em 2018, 34.805 habitantes.

## História
A cidade, antigo distrito, vila (1835) e município com a denominação São José dos Matões (mais tarde somente Matões), passou a denominar-se Parnarama a partir de 28 de julho de 1947.